# Uenobrium laosicum
Uenobrium laosicum är en skalbaggsart som först beskrevs av J. Linsley Gressitt och Yves Rondon 1970.  Uenobrium laosicum ingår i släktet Uenobrium och familjen långhorningar.
Artens utbredningsområde är Laos. Inga underarter finns listade i Catalogue of Life.